# Suzana Alice Cardoso
Suzana Alice Marcelino da Silva Cardoso (Jacobina, 1937 - Salvador, 2 de maio de 2018) foi uma linguista brasileira conhecida especialmente por seus trabalhos nas áreas da dialetologia e da geolinguística do português brasileiro, tendo sido coordenadora do Atlas Linguístico do Brasil. Era professora emérita da Universidade Federal da Bahia, onde trabalhou por 55 anos, e foi, de 1993 a 1995, presidente da Associação Brasileira de Linguística. Era membro da Academia de Letras da Bahia (cadeira 28).